# Holger Christen Jensen
Holger Christen Jensen (født 12. juli 1909 i Hou, død 19. september 1976 i Aalborg) var en dansk styrmand og havnemester i Nørresundby. Holger Jensen modtog for sin indsats på invasionsfronten i Frankrig og før den tid i Island og England Medal of Freedom.
Jensen var elev på Navigationsskolen i København i 1935 til 1937 og tog styrmandseksamen og skibsførereksamen der i 1937. Derefter sejlede  Jensen med eksport på DFDS's S/S "Diana" som 2. styrmand  mellem England og Danmark. 9. april 1940 beslaglagde de engelske myndigheder skibet i Glasgow. Skibet sejlede herefter under engelsk flag. Diana blev sænket 9. juni 1941 nordvest for Færøerne af en tysk Focke Wulf. Herefter påmønstrede Jensen DFDS's S/S "Tennessee" der sejlede mellem Storbritannien og Amerika. Dette skib blev ramt af en torpedo fra en tysk ubåd i en orkan i Nordatlanten og sank september 1942. 16 mand omkom, 12 blev reddet i en redningsbåd og samlet op af et engelsk skib. Jensen og syv andre besætningsmedlemmer lå på havet i 91 timer på en tømmerflåde uden mad og drikke og blevet reddet af en amerikansk coast guard cutter S/S "Ingham" og sejlet til Reykjavik. Inden Jensen kom på tømmerflåden blev han ramt af vraggods i ryggen og han besvimede.  I 1975 blev han erklæret "50% invalid eller derover" som følge af slaget af vraggodset.
På hospitalet blev Jensen kontaktet af en officer fra den amerikanske hær der overtalte ham til at begynde som lods, stevedore og havnekaptajn i Reykjaviks havn. Senere tiltrådte han APO 562 U.S. Army Maritime Transport Service på Island, men efter nogle måneder flyttede han med styrken til England. Trods sin invaliditet gennemførte han efterfølgende ca. 33 måneders tjeneste i  i US Army og ved krigens  slutning havde han opnået rang af oberstløjtnant i US  Army på grund af sin store indsats. Han brugte sine mange års erfaring ved at arbejde med skibe,  gods og mennesker, han deltog blandt andet i planlægningen af landgangen ved Omaha Beach på D-dagen desuden deltog han også i selve landgangen. Holger Christen Jensen fik den fulde kommando på Normandiets kyststrækning i begyndelsen af invasionen fra Colleville-Sur-Mer i øst til Vierville-Sur-Mer i vest, en 10 km lang strækning, (Omaha Beach). Senere fik han også kommandoen på kyststrækningen op til havnebyen Cherbourg.
For sin indsat i 2. verdenskrig modtog Holger Jensen flere anerkendelser blandt andet Medal of Freedom med følgende begrundelse:
| Citat | Holger Jensen, der er dansk statsborger, udførte fortjenstfuld tjeneste fra juni 1942 til maj 1945 som Skibsinspektør ved US Army. Uden karrighed brugte han sine mange års erfaring ved at arbejde med skibe, gods og mennesker, og ved at gøre tjeneste i den europæiske krigszone i mere end tre år bidrog han til det heldige udfald af krigen mod Tyskland, idet han udviste en ubøjelig årvågenhed for godsets og menneskers sikkerhed og med den styrke kombineret med taktik med hvilken han lod sin erfaring, evner og personlighed virke gennem den militære organisation han arbejdede for, samt ved sin grænseløse loyalitet til sin organisation og dens sag. Yours sincerely, Josiah Marvel, Jr. American Ambassador. The American Embassy. Office of Military Attché, Copenhagen. | Citat |
|       | |       |

## Efter krigen
Efter krigen fik Holger Jensen arbejde i sit "gamle" rederi DFDS på passagerskibet "Aalborghus", der sejlede mellem Aalborg og København. 1. maj 1946 fik han stillingen som havnefoged ved Nørresundby havn.

## Hæder
Amerikanske ordener
- Medal of Freedom
- Medal of European Theater of war with 2 stars and arrow
- European-African-Middel Eastern Campaign Ribbon

Engelske ordener
- 1939-1945 Star
- North Atlantic Star
- Victory Medal

Danske ordener
- Kong Christian den Tiendes Erindringsmedalje - for deltagelse i krigen 1940-1945
- Fortjenstmedaljen i sølv